# Мејсвил (Ајова)
Мејсвил (енгл. Maysville) град је у америчкој савезној држави Ајова. По попису становништва из 2010. у њему је живело 176 становника.

## Демографија
Према попису становништва из 2010. у граду је живело 176 становника, што је 13 (8,0%) становника више него 2000. године.
| Група             | 2000.       | 2010.       |
| Белци             | 162 (99,4%) | 174 (98,9%) |
| Афроамериканци    | 0 (0,0%)    | 0 (0,0%)    |
| Азијати           | 0 (0,0%)    | 1 (0,6%)    |
| Хиспаноамериканци | 1 (0,6%)    | 0 (0,0%)    |
| Укупно            | 163         | 176         |